# Želevice
Želevice (dříve též Želejovice) jsou malá vesnice, část obce Koštice v okrese Louny. Nachází se asi jeden kilometr jihovýchodně od Koštic. Želevice jsou také název katastrálního území o rozloze 3 km². V katastrálním území Želevice leží i Koštice.

## Historie
První písemná zmínka o Želevicích pochází z roku 1226 nebo 1307. V roce 1307 vesnice patřila Petrovi a Sulislavovi ze Želevic. Karel IV. daroval jeden dvůr ve vsi svatojiřskému klášteru, ale klášter nevelký vzdálený majetek roku 1364 prodal bratrům Ješkovi a Blahotovi z Nedvědíče. V následujících letech byla vesnice rozdělena na drobné šlechtické statky. Jeden z nich patřil bratrům Janovi a Rousovi, kteří měli v erbu znamení lilie. Pozdějším majitelem jejich dílu se stal Janův stejnojmenný syn, který roku 1395 věnoval křesínské faře plat z Želevic určený na zádušní mše.
V lounských knihách byl roku 1407 uveden Vaněk ze Želevic a o čtyři roky později Petr, kterému patřilo také popluží v Děčanech. Jeden želevický dvůr patřil Anně z Kyšic, manželce Jana Hořešáka, která jej roku 1444 prodala Petrovcovi ze Třtěna. Další dvůr ve vsi vlastnil jakýsi Jindříšek, který zemřel okolo roku 1485 a majetek po něm zdědila Dorota Berková z Velezic se svými dětmi a nevlastním synem Jindřichem Berkou. Roku 1496 zemřel Sezemka ze Želevic, syn Anny z Kyšic. Většina vsi v té době patřila Kaplířům ze Sulevic, kteří ji spravovali ze Skalky, ale zbytek vesnice byl nadále rozdělen mezi drobné statky. Z jednoho z nich vzešel rod Hodků ze Želevic.
Součástí některého statku byla tvrz uváděná poprvé v šestnáctém století, kdy patřila Vilému Kaplířovi ze Sulevic, který z ní spravoval také Lukohořany. Jeho syn Václav Kaplíř ze Sulevic obě vesnice roku 1593 prodal Jiřímu Popelovi z Lobkovic, který je připojil k Libochovicím.

## Obyvatelstvo
|                                                                       | 1869 | 1880 | 1890 | 1900 | 1910 | 1921 | 1930 | 1950 | 1961 | 1970 | 1980 | 1991 | 2001 | 2011 |
| --------------------------------------------------------------------- | ---- | ---- | ---- | ---- | ---- | ---- | ---- | ---- | ---- | ---- | ---- | ---- | ---- | ---- |
| Obyvatelé                                                             | 113  | 113  | 155  | 148  | 161  | 182  | 127  | 85   | 99   | 87   | 61   | 40   | 31   | 44   |
| Domy                                                                  | 20   | 20   | 20   | 21   | 22   | 21   | 23   | 23   | .    | 20   | 22   | 22   | 20   | 20   |
| Počet domů z roku 1961 je zahrnut v celkovém počtu domů obce Koštice. |      |      |      |      |      |      |      |      |      |      |      |      |      |      |

## Galerie

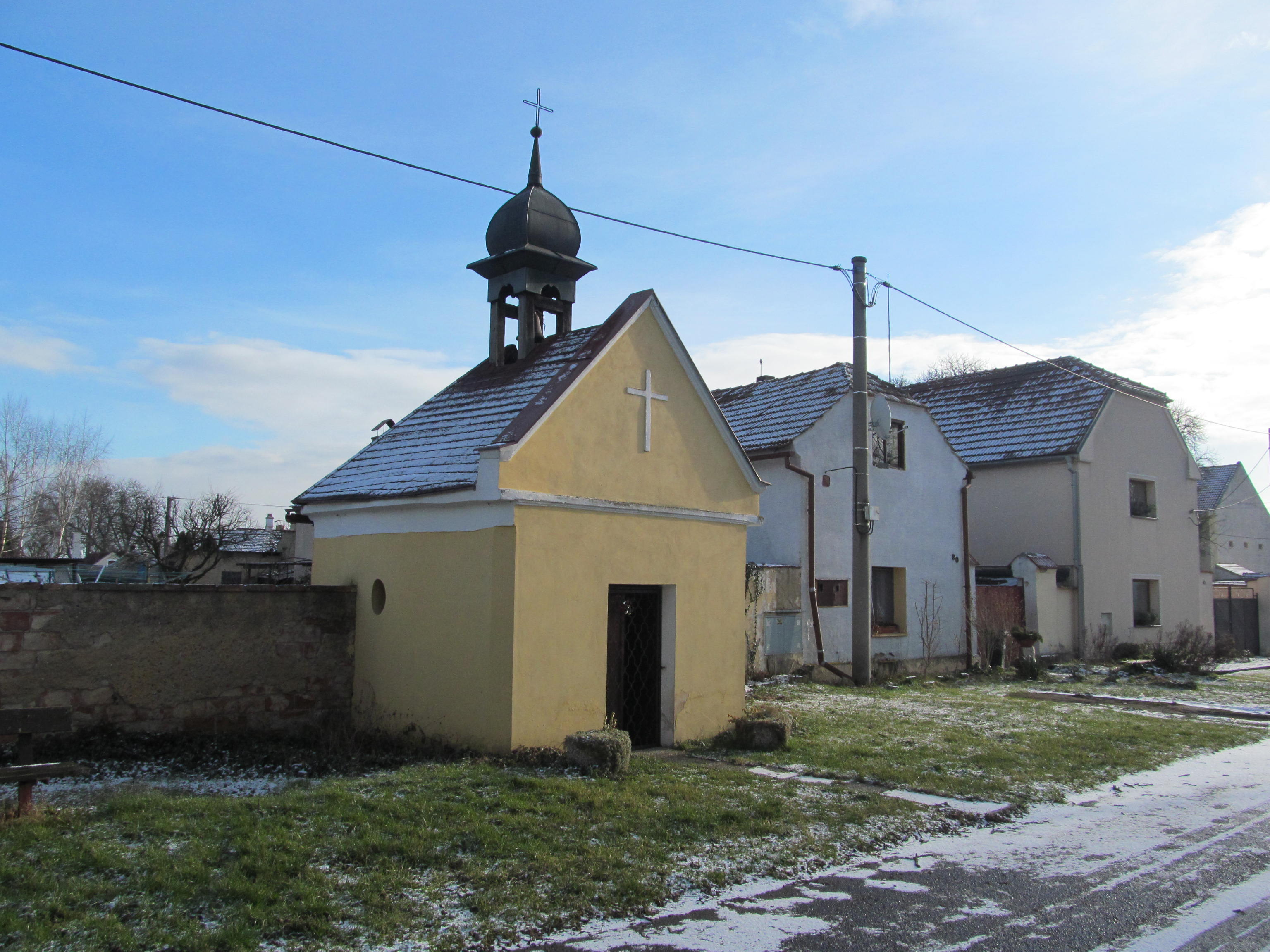
Kaplička z roku 1802
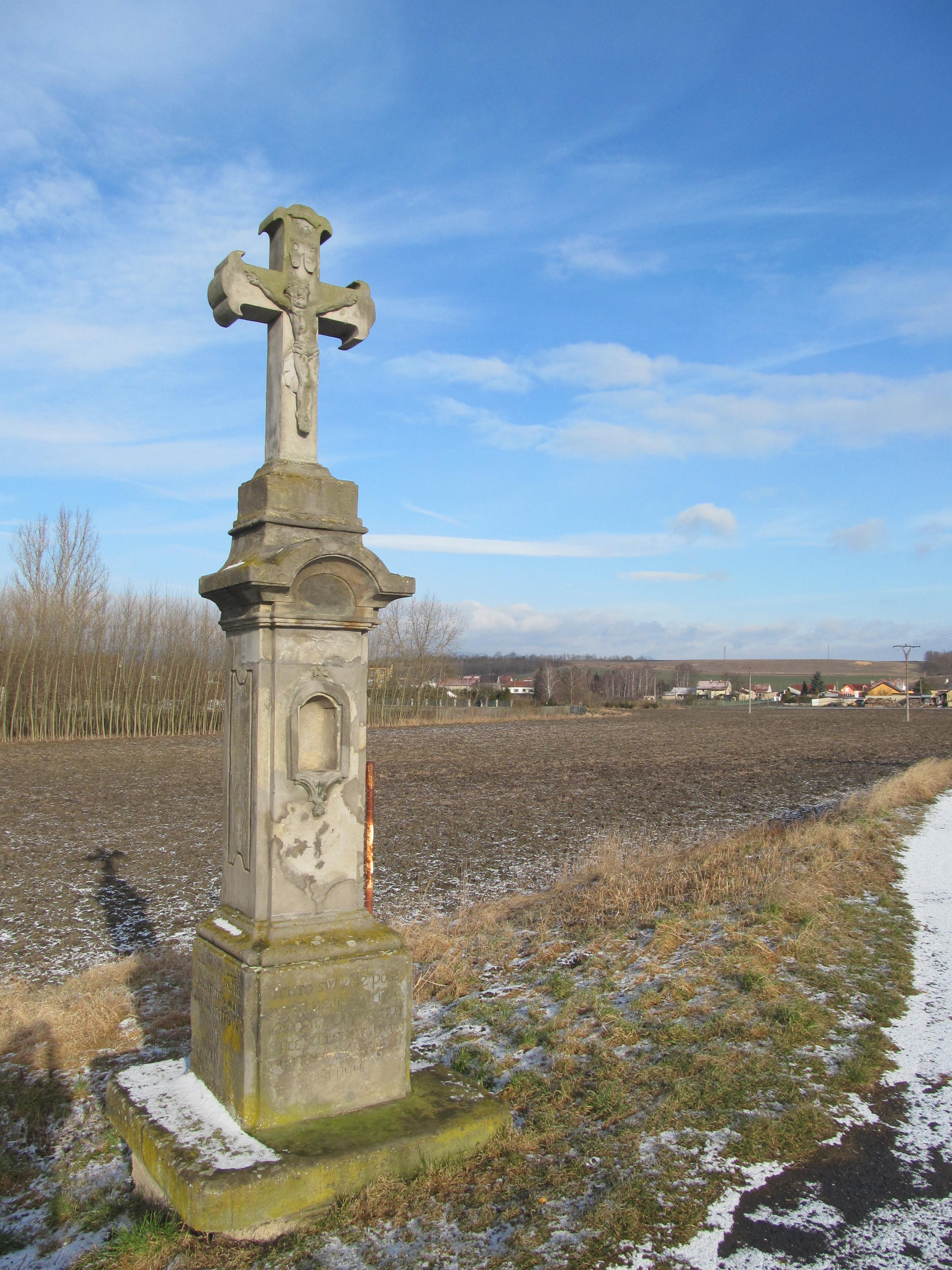
Křížek z roku 1834 při cestě na Koštice
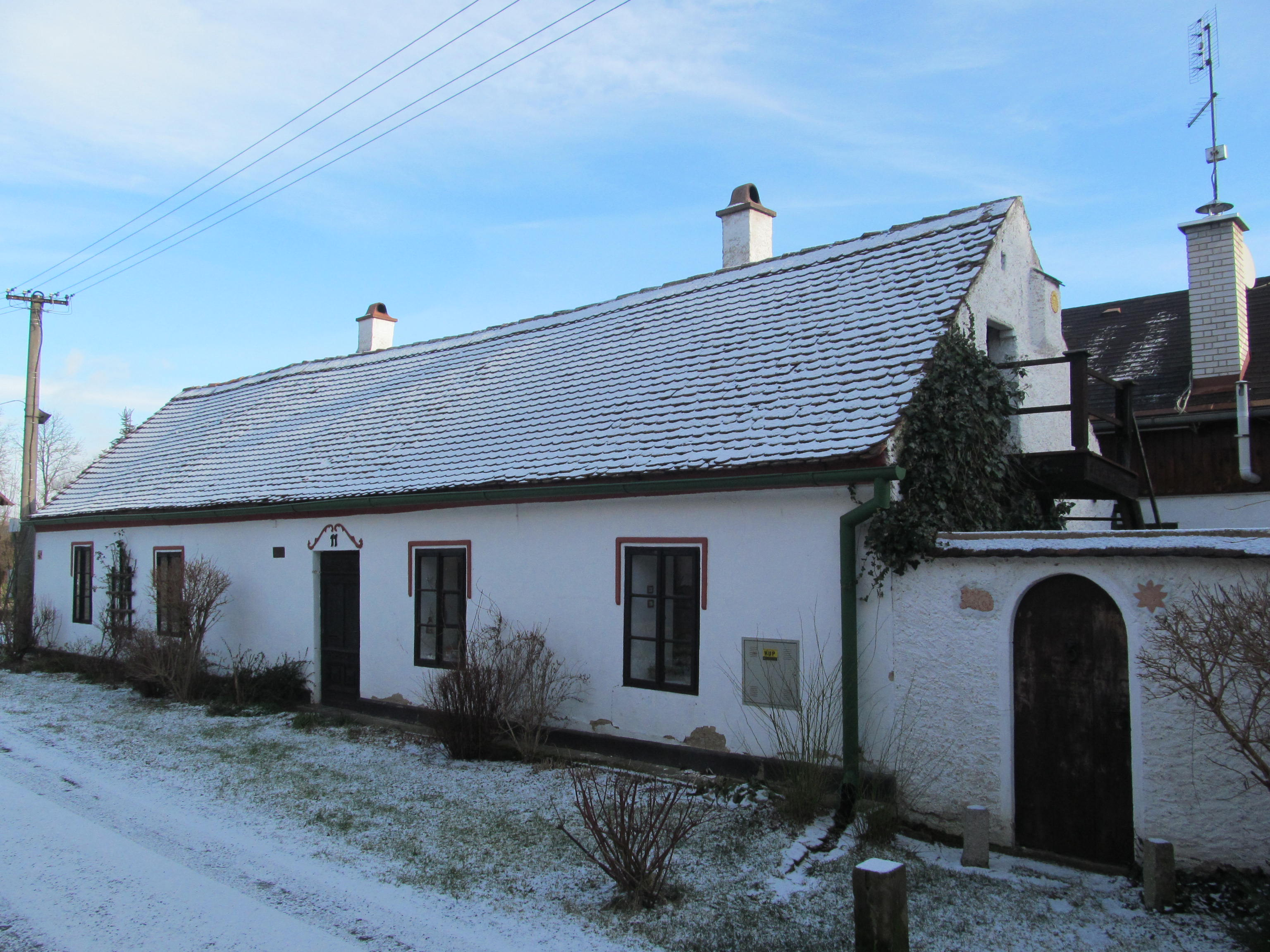
Dům čp. 11
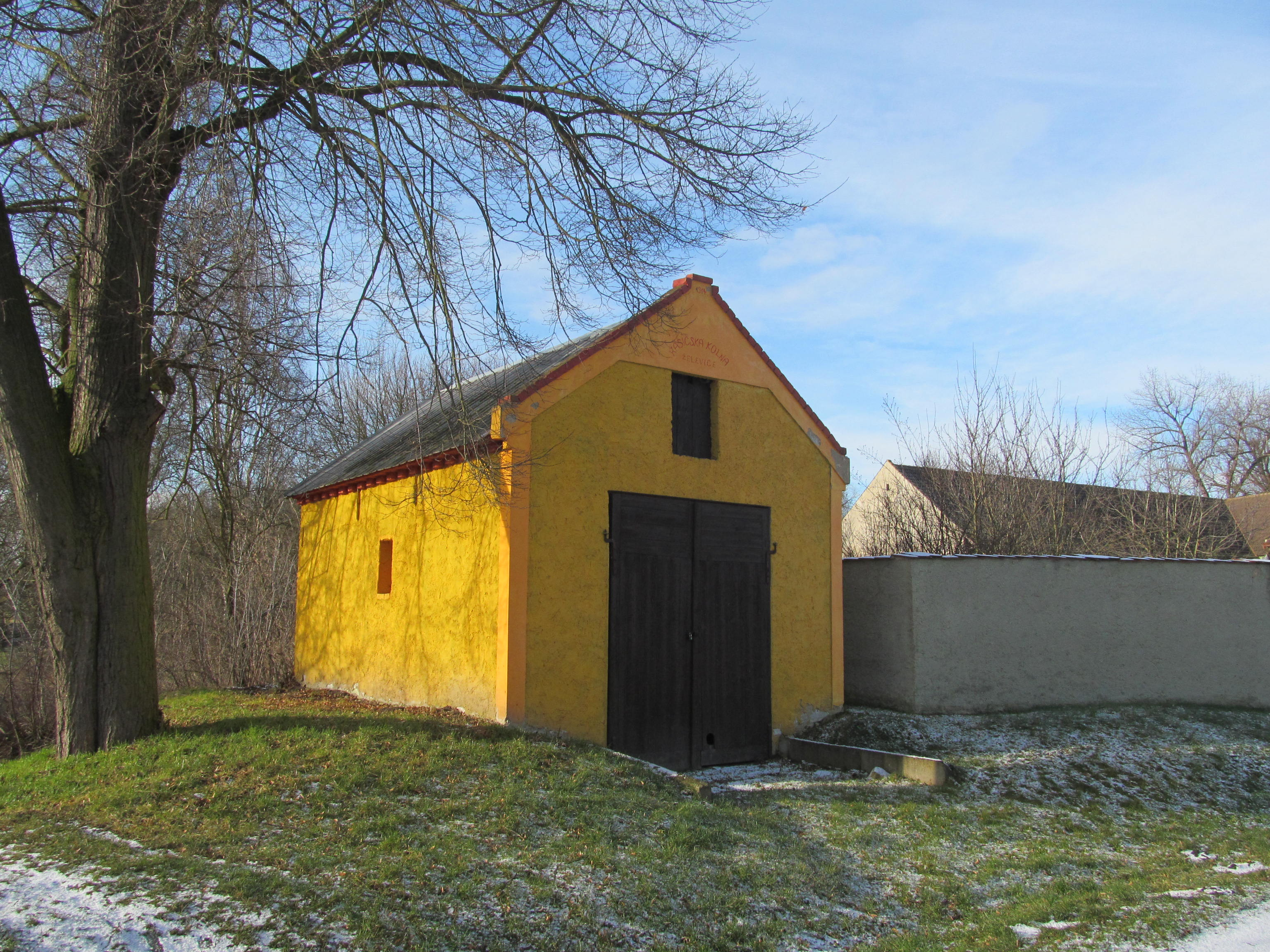
Hasičská zbrojnice